# Marcin Kamiński
Marcin Kamiński (Konin, 15 gennaio 1992) è un calciatore polacco, difensore del Wisła Płock.

## Carriera

### Club

#### Lech Poznań
Inizia la sua carriera nelle giovanili del Górnik Konin per poi essere ceduto al Lech Poznań dove inizia a giocare ancora nelle giovanili. Fa il suo esordio in prima squadra nella stagione 2009-2010, stagione in cui collezionerà 4 presenze. Conquista il posto da titolare nella stagione 2011-2012, mentre segna il suo gol in prima squadra nella stagione successiva.

#### Stoccarda
Dopo sette stagioni al Lech Poznań, l'8 giugno 2016 firma un contratto che lo legherà allo Stoccarda fino al 30 giugno 2019.

### Nazionale
Gioca in tutte le nazionali giovanili polacche, fino a esordire in nazionale maggiore il 21 dicembre 2011 durante la partita contro la Bosnia ed Erzegovina.
Fa parte della selezione polacca che partecipa al campionato europeo di calcio 2012.

## Statistiche

### Cronologia presenze e reti in nazionale
| Cronologia completa delle presenze e delle reti in nazionale ― Polonia | Cronologia completa delle presenze e delle reti in nazionale ― Polonia | Cronologia completa delle presenze e delle reti in nazionale ― Polonia | Cronologia completa delle presenze e delle reti in nazionale ― Polonia | Cronologia completa delle presenze e delle reti in nazionale ― Polonia | Cronologia completa delle presenze e delle reti in nazionale ― Polonia | Cronologia completa delle presenze e delle reti in nazionale ― Polonia | Cronologia completa delle presenze e delle reti in nazionale ― Polonia |
| Data                                                                   | Città                                                                  | In casa                                                                | Risultato                                                              | Ospiti                                                                 | Competizione                                                           | Reti                                                                   | Note                                                                   |
| ---------------------------------------------------------------------- | ---------------------------------------------------------------------- | ---------------------------------------------------------------------- | ---------------------------------------------------------------------- | ---------------------------------------------------------------------- | ---------------------------------------------------------------------- | ---------------------------------------------------------------------- | ---------------------------------------------------------------------- |
| 16-12-2011                                                             | Adalia                                                                 | Polonia                                                                | 1 – 0                                                                  | Bosnia ed Erzegovina                                                   | Amichevole                                                             | -                                                                      |                                                                        |
| 22-5-2012                                                              | Klagenfurt am Wörthersee                                               | Polonia                                                                | 1 – 0                                                                  | Lettonia                                                               | Amichevole                                                             | -                                                                      |                                                                        |
| 26-5-2012                                                              | Klagenfurt am Wörthersee                                               | Polonia                                                                | 1 – 0                                                                  | Slovacchia                                                             | Amichevole                                                             | -                                                                      |                                                                        |
| 15-11-2013                                                             | Breslavia                                                              | Polonia                                                                | 0 – 2                                                                  | Slovacchia                                                             | Amichevole                                                             | -                                                                      |                                                                        |
| 23-3-2018                                                              | Breslavia                                                              | Polonia                                                                | 0 – 1                                                                  | Nigeria                                                                | Amichevole                                                             | -                                                                      |                                                                        |
| 11-9-2018                                                              | Breslavia                                                              | Polonia                                                                | 1 – 1                                                                  | Irlanda                                                                | Amichevole                                                             | -                                                                      |                                                                        |
| 15-11-2018                                                             | Danzica                                                                | Polonia                                                                | 0 – 1                                                                  | Rep. Ceca                                                              | Amichevole                                                             | -                                                                      |                                                                        |
| Totale                                                                 |                                                                        | Presenze                                                               | 7                                                                      |                                                                        | Reti                                                                   | 0                                                                      |                                                                        |

## Palmarès

### Club

#### Competizioni nazionali
- Campionato polacco: 2

Lech Poznań: 2009-2010, 2014-2015
- Supercoppa di Polonia: 1

Lech Poznań: 2015
- Campionato tedesco di seconda divisione: 2

Stoccarda: 2016-2017
Schalke 04: 2021-2022